# Skigebiet Kopa

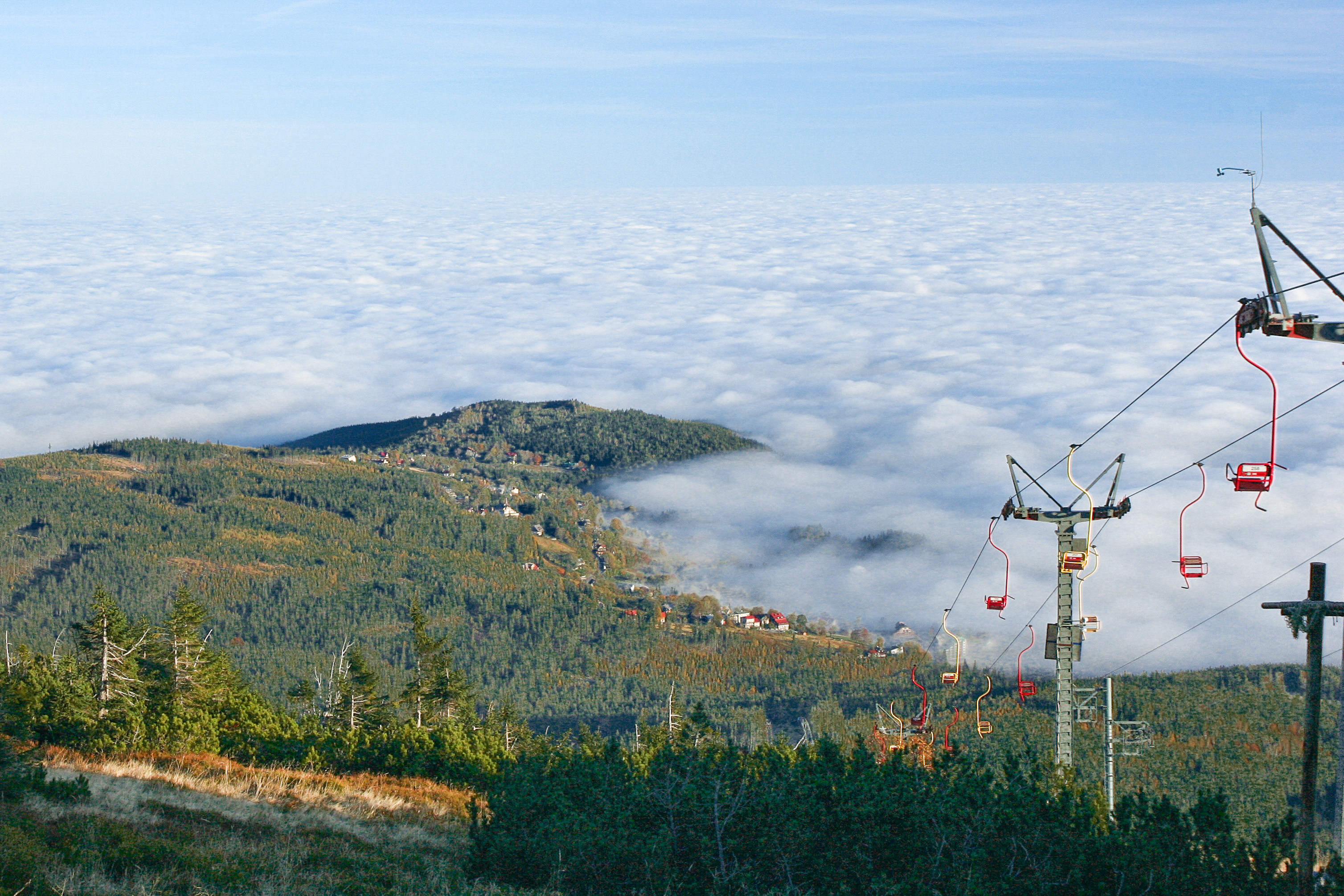
Skilift im Sommer

Das Skigebiet Kopa liegt auf den Nordhängen der Kopa in dem polnischen Gebirgszug des Riesengebirges auf dem Gemeindegebiet von Karpacz im Powiat Jeleniogórski in der Woiwodschaft Niederschlesien. Es befindet sich teilweise auf dem Gebiet des Riesengebirge-Nationalparks in der Nähe der Woiwodschaftsstraße 366. Das Skigebiet wird von dem Unternehmen Miejska Kolej Linowa Karpacz Sp. z o.o. betrieben.

## Lage
Das Skigebiet befindet sich auf einer Höhe von 820 bis 1340 Metern. Der Höhenunterschied der Pisten beträgt etwa 520 Meter. Es gibt zwei schwarze (sehr schwierige), eine rote (schwierige), vier blaue und eine grüne Piste. Die Gesamtlänge der Pisten umfasst etwa sieben Kilometer. Die längste Piste ist etwa 2,23 Kilometer lang.
Unterhalb befindet sich das kleine Skigebiet Biały Jar.

## Beschreibung

### Skilifte
Im Skigebiet gibt es zwei Sessellifte und sechs Tellerlifte. Insgesamt können bis zu 5800 Personen pro Stunde befördert werden.
Die Skilifte führen von Karpacz beziehungsweise den Mittelstationen bis knapp unter den Bergrücken der Kopa.
| Name       | Art        | Hersteller | Breite Personen | Länge (m) | Zeit (min) | Höhenunterschied (m) | Personen pro Stunde | Obere Station | Obere Station | Untere Station | Untere Station | Vmax (m/s) |
| Name       | Art        | Hersteller | Breite Personen | Länge (m) | Zeit (min) | Höhenunterschied (m) | Personen pro Stunde | Ort           | Höhe (m üNN)  | Ort            | Höhe (m üNN)   | Vmax (m/s) |
| ---------- | ---------- | ---------- | --------------- | --------- | ---------- | -------------------- | ------------------- | ------------- | ------------- | -------------- | -------------- | ---------- |
| Zbyszek    | Sessellift |            | 1 (4)           | 2278      | 15         | 530                  | 461 (1844)          | Obere Station | 1325,2        | Untere Station | 795,2          |            |
| Liczykrupa | Sessellift |            | 2               | 924       |            | 124                  | 1400                | Obere Station |               | Untere Station |                |            |
| Euro       | Tellerlift |            | 1               | 705       |            | 127                  | 1400                | Obere Station |               | Untere Station |                |            |
| Liczyrzepa | Tellerlift |            | 1               | 846       |            | 291                  | 800                 | Obere Station |               | Untere Station |                |            |
| Jan        | Tellerlift |            | 1               | 418       |            | 70                   | 500                 | Obere Station |               | Untere Station |                |            |
| Grosik     | Tellerlift |            | 1               | 863       |            | 243                  | 1200                | Obere Station |               | Untere Station |                |            |
| Złotówka   | Tellerlift |            | 1               | 747       |            | 142                  | 1200                | Obere Station |               | Untere Station |                |            |
| Baby lift  |            |            | 1               |           |            |                      |                     | Obere Station |               | Untere Station |                |            |

### Skipisten
Von den Bergen führen acht Skipisten ins Tal.
| Name       | Schwierigkeit | Start | Start        | Ziel | Ziel         | Länge (m) | Höhenunterschied (m) | Neigung (%) | Licht | Kunstschnee | FIS    | FIS | Anmerkungen |
| Name       | Schwierigkeit | Name  | Höhe (m üNN) | Name | Höhe (m üNN) | Länge (m) | Höhenunterschied (m) | Neigung (%) | Licht | Kunstschnee | Nummer | bis | Anmerkungen |
| ---------- | ------------- | ----- | ------------ | ---- | ------------ | --------- | -------------------- | ----------- | ----- | ----------- | ------ | --- | ----------- |
| Kopa       | Schwarz       |       |              |      |              | 2229      |                      | 24          |       |             |        |     |             |
| Liczyrzepa | Schwarz       |       |              |      |              | 1030      |                      | 30          |       |             |        |     |             |
| Grosik     | Rot           |       |              |      |              | 863       |                      | 28          |       |             |        |     |             |
| Liczykrupa | Blau          |       |              |      |              | 924       |                      | 13          |       |             |        |     |             |
| Euro       | Blau          |       |              |      |              | 705       |                      | 18          |       |             |        |     |             |
| Jan        | Blau          |       |              |      |              | 418       |                      | 17          |       |             |        |     |             |
| Złotówka   | Blau          |       |              |      |              | 747       |                      | 19          |       |             |        |     |             |
| Baby       |               |       |              |      |              |           |                      |             |       |             |        |     |             |

## Infrastruktur
Das Skigebiet liegt unmittelbar im Zentrum von Karpacz und ist mit dem Pkw erreichbar. An der unteren Station gibt es Parkplätze und mehrere Restaurants.